# Терор (батальйон)
Батальйон «Терор» (біл. Батальён «Тэрор») — військове формування білоруських добровольців (раніше рота), назване на честь білоруського добровольця, який загинув під час захисту Ірпеня під час російського вторгнення. Існує з 2022 року.

## Історія
Дмитро Апанасович (біл. Зьміцер Мар'янавіч Апанасовiч), військовослужбовець батальйону імені Кастуся Калиновського з позивним «Терор», помер 24 березня 2022 року від бойового поранення біля міста Ірпінь.
Публічно про батальйон «Терор» стало відомо у липні 2022 року. Після звільнення командира з позивним «Вараг» у серпні підрозділ був виділений зі складу полку Калиновського, зі збереженням назви.
Боєць із позивним «Вараг» (Олег Васильєв) звільнений за дисциплінарні порушення. Деякі бійці вирішили залишитися з ним — вони не погодилися з тим, що його було звільнено через ці порушення. Конкретним порушенням з його боку було застосування насильства до бійців через особисті непорозуміння. За інформацією, отриманою від бійців полку Калиновського, у «Варага» та Родіона Ботуліна (позивний «Гена») виник конфлікт з «Брестом» - одним із командирів полку. Нам сказали, що «Бреста» побили та поскаржилися до ГУР Міноборони України, але потім розслідування закінчилося нічим. Незабаром після цього «Брест» загинув на передовій.
У вересні 2022 року Міністерство внутрішніх справ Республіки Білорусь визнало інтернет-ресурси батальйону та інших білоруських військових формувань в Україні екстремістським формуванням; створення та участь у екстремістському формуванні є кримінальним злочином за білоруськими законами.
14 листопада 2022 року один із бійців батальйону отримав нагороду від Володимира Зеленського під час його візиту до Херсона.
У листопаді в Україні було порушено кримінальну справу за фактом побиття представниками батальйону «Терор» добровольця полку Калиновського.
27 грудня 2022 року батальйон оголосив про свій вступ до складу Білоруського добровольчого корпусу, як одного з його основних підрозділів.

### Участь у бойових діях
З квітня 2022 року батальйон брав участь у військових операціях на півдні України, зокрема - у звільненні Херсонщини. Серед найбільш значних бойових завдань – взяття стратегічно важливої височини «Макдональдс» у районі населених пунктів Андріївка та Благодатівка, що дозволило підрозділам ЗСУ провести успішну операцію на лівому березі річки Інгулець.
У складі БДК бійці батальйону «Терор» здійснили ряд бойових операцій, серед яких нічний рейд у районі Нової Каховки. Під час операції штурмові групи форсували Дніпро і десантувалися на тимчасово окупованому лівому березі. Було знищено ворожий командно-спостережний пункт, основні будівлі бази, супротивник поніс втрати у живій сили та техніці.
Батальйон брав участь у звільненні Вовчанського агрегатного заводу.